# Аржентинци
Аржентинците са гражданите на Аржентина или хора с аржентински произход извън Аржентина. Аржентинците са около 44 милиона. Най-много са в Аржентина, 40 134 425, следва Испания с 229 009, САЩ със 144 023, Парагвай с 61 649, Чили с 59 637 и други. Около 90% от населението на Аржентина е с европейски произход като тези с италиански и испански произход заемат най-голям дял. С италиански произход е около 60% от цялото население или 25 милиона аржентинци. Испанският е най-разпространеният език, а групи от поне 100 000 аржентинци говорят също немски, италиански и арабски. 76,5% от аржентинците са католици, а 11,3% са безразлични към религията. Аржентинците емигрират най-често в САЩ, Чили, Парагвай, Бразилия, Уругвай, Боливия и Канада в Америките, а в Европа в Испания и Италия, както и в Обединеното кралство, Франция и Германия.